# Anthophora flexipes
Anthophora flexipes es una especie de abeja del género Anthophora, familia Apidae. Fue descrita científicamente por Cresson en 1879.

## Distribución geográfica
Esta especie es nativa de los Estados Unidos, habita en América del Norte.